# Liderii Aliaților din cel de-al Doilea Război Mondial

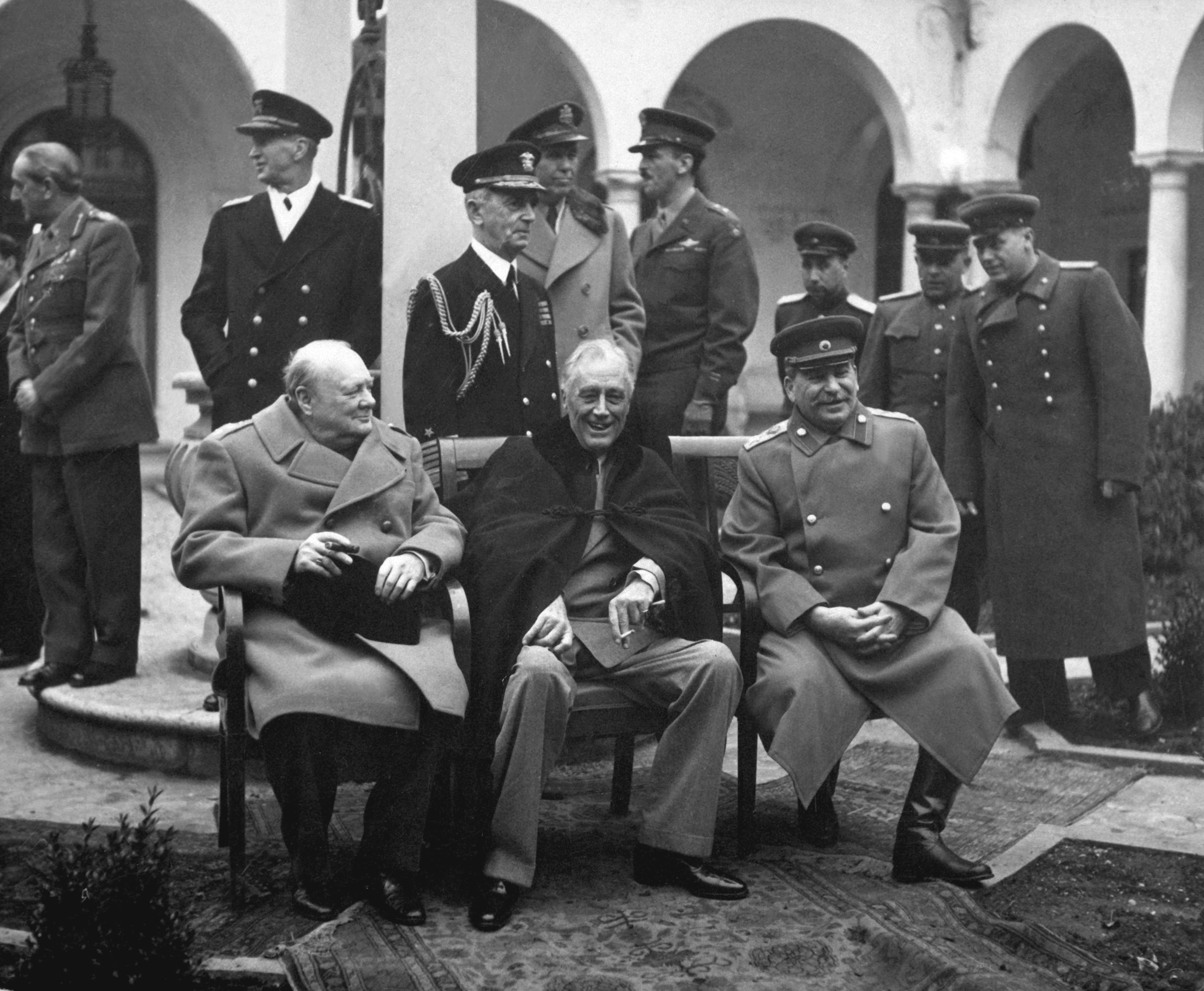
Cei trei mari, principalii lideri ai Aliaților din al doilea război mondial: Winston Churchill, Franklin D. Roosevelt și Iosif Vissarionovici Stalin în timpul Conferinței de la Ialta din februarie 1945

## Arabia Saudită

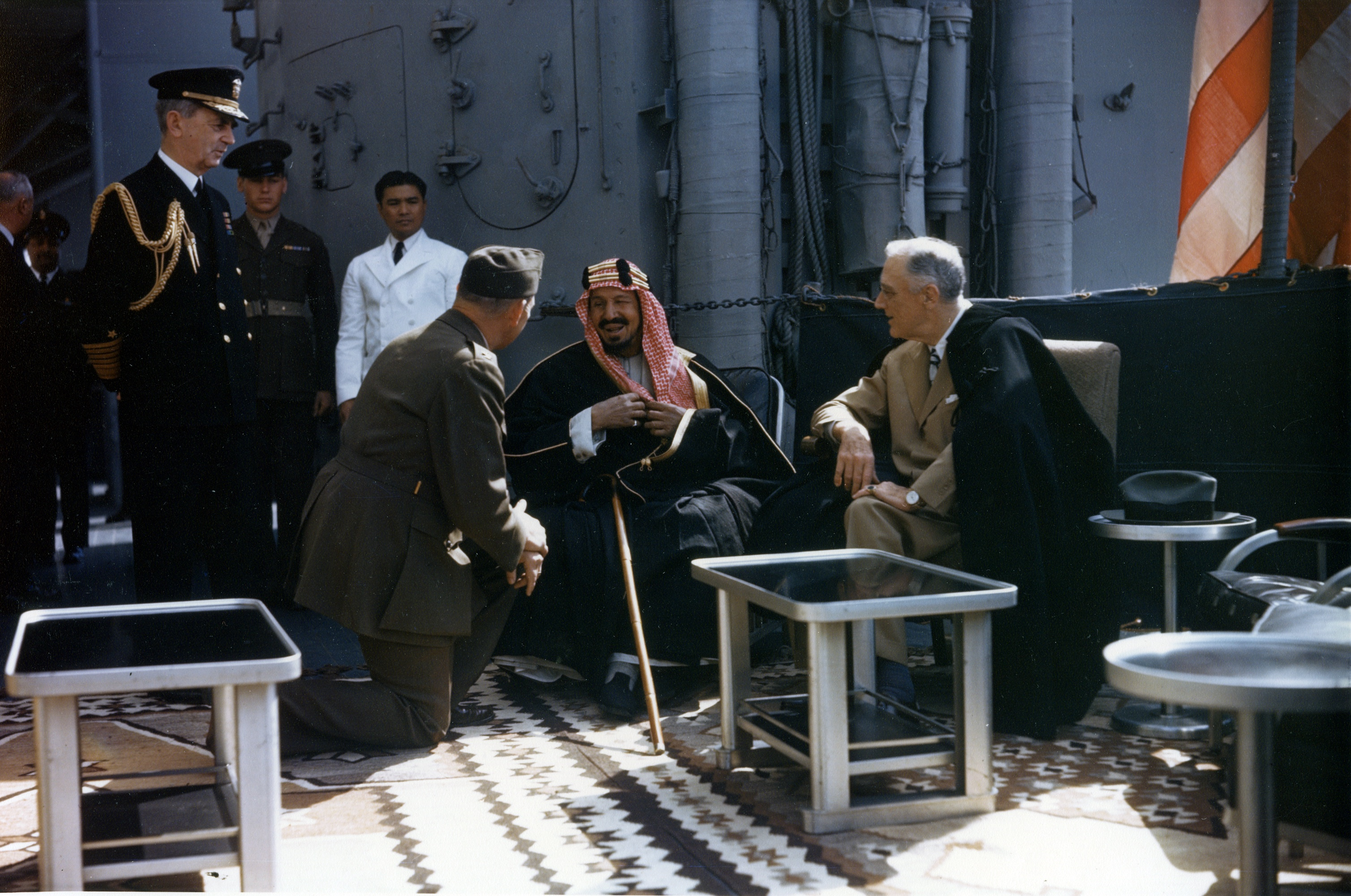
Ibn Saud și președintele american Franklin Roosevelt la bordul USS Quincy

- Ibn Saud a fost regele Arabiei Saudite din 1932 până în 1953. El a reușit să păstreze statutul de neutralitate al țării sale în a doua conflagrație mondială, dar cu toate acestea a avut o atitudine favorabilă Aliaților, asigurând aprovizionarea acestora cu petrol.[1]
- Saudiți au colaborat cu Britanici care aveau  colonii in Orientul Mijlociu

## Belgia
- Leopold al III-lea al Belgiei a fost regele Belgiei între 1934 și 1951. În perioada interbelică, Leopold a inițiat măsuri importante pentru apărarea țării în cazul unui război. După capitularea Belgiei, regele Leopold a rămas în țară, în vreme ce întreg guvernul s-a refugiat în Anglia. Regele Leopold a refuzat să coopereze cu ocupantul nazist și a refuzat să administreze țara în conformitate cu pretențiile cuceritorului. În ciuda atitudinii sale, guvernul bergian în exil nu a recunoscut legitimitatea regelui în timpul ocupației germane. Leopold a fost menținut în arest la domiciliu până la sfârșitul războiului.

- Hubert Pierlot a fost prim ministru al Belgiei în perioada 1939 - 1945. Pierlot a fost liderul guvernului în timpul războiului ciudat, iar după invadarea țării de către germani, a condus guvernul în exil și Forțele libere belgiene.

- Victor Strydonck de Burkel a fost general al armatei belgiene și comandant al Zonei I militare în timpul invadării țării. După capitularea țării în 1940, a devenit comandant al forțelor belgiene din Anglia. După eliberare, Burkel a devenit șeful misiunii militare belgiene pe lângă cartierul general al forțeler aliate expediționare.

- Auguste-Éduard Gilliaert a fost comandantul forței expediționare belgiene în timpul campaniei din Africa răsăriteană. Forțele comandate de el erau compuse din trupe din Belgia și Congo Belgian. În 1941, Gilliaert a tăiat retragerea italienilor din Etiopia și a primit capitularea generalului Pietro Gazzera și a celor 7.000 de soldați din subordinea lui.

## Brazilia
- Getúlio Vargas a fost președintele Braziliei din 1930 până în 1945. Vargas s înființat statul de orientare fascistă Estado Novo. În ciuda orientării sale fasciste, Vargas s-a alăturat în cele din urmă Aliaților și a declarat război Germaniei în 1942.

- Mascarenhas de Morais a fost comandantul Forței expediționare braziliene. A condus forțele braziliene în Italia din 1944 și a luptat împotriva Axei până la încheierea războiului. La sfârșitul războiului a primit gradul de feldmareșal.

## Commonwealth-ul Britanic

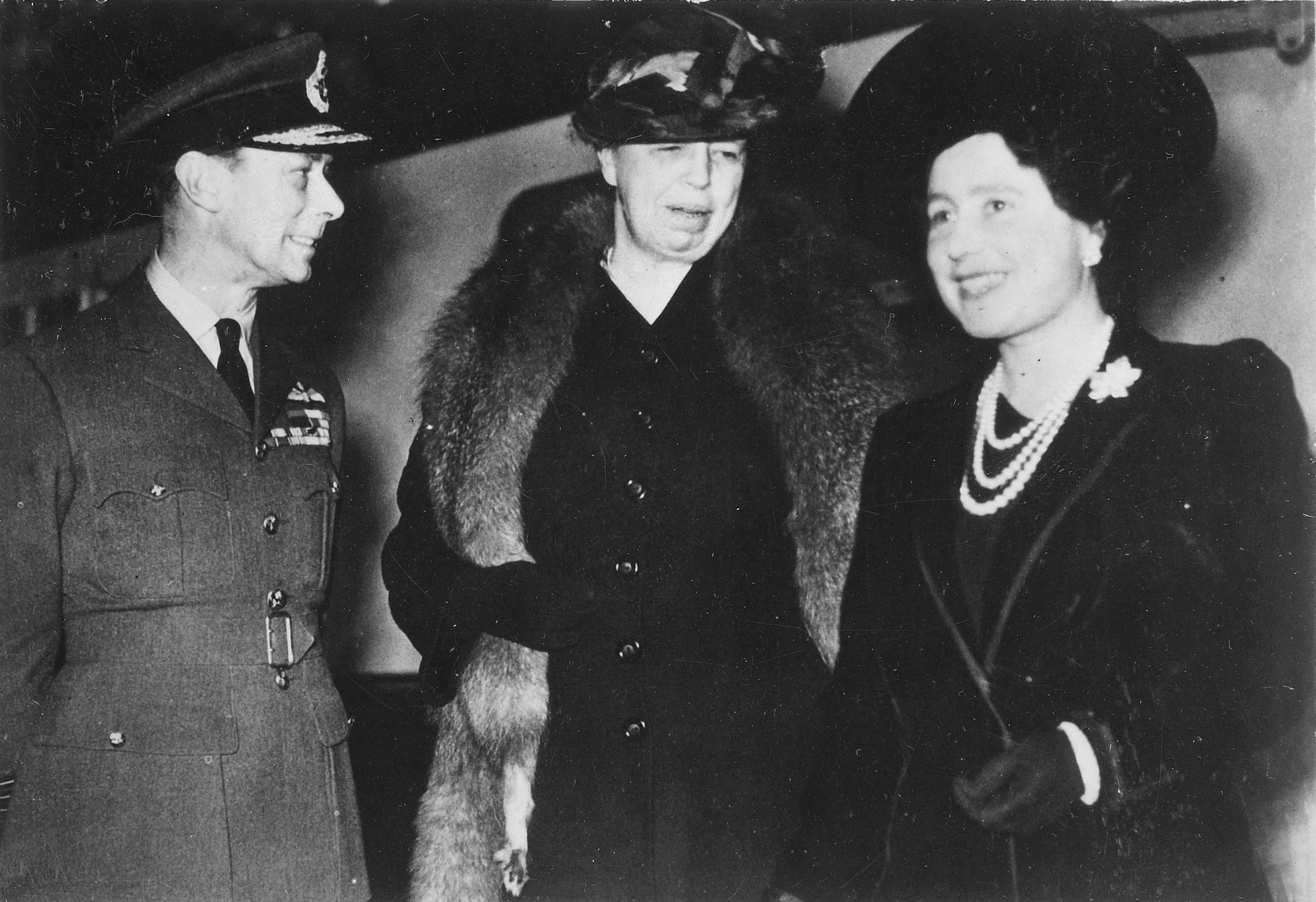
Regele George al VI-lea și regina Queen Elizabeth împreună cu prima doamnă a Americii, Eleanor Roosevelt, la Londra

- George al VI-lea al Regatului Unit a fost monarhul Commonwealthului Britanic în perioada războiului. În ciuda faptului că avea doar un rol pur onorific, regele George al VI-lea a fost văzut ca un simbol al unității naționale în timpul conflagrației. De-a lungul întregii perioade, regele și regina au asigurat un sprijin moral populației Regatului Unit și întregului Commonwealth. Regele și familia sa au vizitat zonele afectate de bombardamente și fabricile militare, încurajând populația civilă și militarii.[2]

### Africa de Sud
- Jan Smuts a fost prim-ministrul al Uniunii Africii de Sus din 1939 pânăîn 1948. El a fost membru al Cabinetului Imperial de Război,  fiind cel mai important oficial sud-african care a fost în favoarea războiului. A fost primul sud-african avansat la gradul de feldmareșal. După război a participat ca reprezentant al Africii de Sud la schițarea Cartei Națiunilor Unite.

### Australia
- John Curtin a fost prim-ministrul Australiei între 1941 – 1945. În ianuare 1942, în condițiile amenințării japoneze, el a afirmat în mesajul de anul nou că Australia privește mai degrabă spre SUA ca principala sa sursă de securitate, nu spre Regatul Unit. Curtin a insistat de asemenea ca trupele australiene deplasate pe frontul din Africa de nord să fie transferate în patrie pentru apărarea țării. El a ratificat Statutul Westminsterulu și l-a antedatat în 1939, făcând ca Australia să aibă dreptul la o politică externă independentă.  Curtin a reușit să dezvolte o relație personală specială cu generalul MacArthur și a ordonat militarilor australieni să se supună ordinelor generalului american ca și cum ar fi fost ordinele prim-ministrului australian.

- Thomas Blamey a fost comandantul șef al trupelor australiene în timpul războiului și comandant al forțelor aliate din Asia de sud-vest în 1942 – 1945. A fost primul și de altfel singurul feldmareșal al Austaliei. În 1945 a semnat din partea Australiei capitularea Japoniei.[3]

### Canada
- William Lyon Mackenzie King a fost prim-ministru al Candei în timpul războiului. El a asigurat o autonomie sporită a Canadei în domeniul politicii externe, permițând țării să intre în război doar după acordul guvernului național. În ciuda faptului că inițial a fost în favoarea unei politici de împăciuire cu Hitler, el a cerut Parlamentului Canadei să fie de acord cu intrarea în război de partea Aliaților împotriva Puterilor Axei după invadarea Poloniei.

- Harry Crerar a fost comandantul suprem de facto al Forțelor armate canadiene în timpul războiului. Crerar a comandat forțele canadiene în timpul debarcării din Normandia. Contemporanii l-au descris ca un administrator eficient și un politician  viclean.[4]

- Guy Simonds a fost comandantul Corpului al II-lea candian. A fost numit comandant interimar al Armatei I canadiană, fiind comandantul care a condus forțele aliate în bătălia de la Scheldt, încheiată cu înfrângerea forțelor Axei. După război a fost numit șef al Marelui Stat Major. A fost cel mai tânăr general al armatei canadiene.

### India
- Mahatma Gandhi a fost un lider politic și spiritual de prim rang al Congresului Național Indian. A fost un oponent deschis al nazismului și fascismului. Înainte de izbucnirea războiului a trimis o scrisoare deschisă lui Hitler, cerând instituirea unui regim tolerant. După izbucnirea războiului, Gandhi a fost în favoarea „sprijinului moral neviolent” pentru efortul de război britanic. Gandhi a declarat că India nu poate lua parte la un război purtat în mod oficial pentru asigurarea libertății democratice, în condițiile în care Indiei i se refuza libertatea. Odată cu creșterea implicării trupelor indiene în război, Gandhi a înmulțit eforturile pentru obținerea independenței patriei sale.

### Noua Zeelandă
- Michael Joseph Savage a fost prim-ministru al Noii Zeelande între 1935 și 1940, când a intervenit decesul său. A fost un oponent al fascismului și împăciuitorismului. În momentul în care a declarat război Germaniei a afirmat: „Când Mare Britanie merge, noi mergem! Când ea se oprește, noi ne oprim”.

- Peter Fraser a fost prim-ministrul al Noii Zeelande din 1940 până în 1949. A devenit prim-ministru după moartea lui Michael Joseph Savage. În timpul războiului, noul premier s-a preocupat ca guvernul său să păstreze controlul asupra propriei armate. După pierderile mari înregistrate în campania din Balcani, Fraser a cerut să poată hotărî locul în care vor lupta în continuare trupele neo-zeelandeze. După intrarea în război a Japoniei, Fraser a hotărât să cheme trupele neo-zeelandeze să lupte în Oceanul Pacific.

- Bernard Freyberg a fost comandantul Foței expediționare a II-a și a Diviziei a II-a neo-zeelandeze. A fost comandantul forțelor aliate în timpul bătăliei pentru Creta. Freyberg a comandat Divizia a II-a neo-zeelandeză în timpul luptelor din Africa de nord și din Italia. A avut o reputație de excelent tactician. După război a devenit Guvernator Generala al Noii Zeelande.

### Regatul Unit
- Winston Churchill a fost prim-ministrul Regatului Unit de-a  lungul a aproape întregii perioade a războiului, din 1940 până în 1945. Churchill a fost unul dintre primii politicieni englezi care au luat o poziție clară împotriva lui Hitler. Churchill a ajuns prim-ministru după invadarea Poloniei. În timpul bătăliei Angliei, discursurile premierului britanic au ridicat moralul populației chiar și în cele mai dificile momente.
- Neville Chamberlain, care a fost un promotor al împăciuitorismului față de Germania Nazistă, a fost premierul Regatului Unit în perioada de început a războiului. El a devenit prim-ministru din 1937 și a demisionat pe 10 mai 1940, după eșecul campaniei din Norvegia.  Chamberlain a devenit mai apoi  Lord Președinte al Consiliului. A murit de cancer pe 9 noiembrie 1940.
- Clement Attlee i-a succedat lui Churchill ca prim-ministru pe 27 iulie 1945, după ce aliații au ieșit victorioși în războiul împotriva Germaniei, dar mai înainte de capitularea Japoniei.
- Harold Alexander a fost feldmareșalul comandant al Grupului al XV-lea de armate și al tuturor forțelor aliate din Italia. În 1940 a fost ultimul comandant de divizie care a fost evacuat de la Dunkirk. Alexander a primit capitularea forțelor germane din Italia pe 29 aprilie 1945.
- Bernard Montgomery a fost feldmareșalul care a comandat forțele aliate din Africa de nord. Sub comanda lui, Aliații au reușit să înfrângă în cele din urmă Afrika Korps. A fost mai apoi la comanda Grupului de armată al XXI-lea și al tuturor forțelor terestre aliate în timpul Operațiunii Overlord.
- Archibald Wavell a fost la începutul războiului comandantul Comandamentului Orientului Mijlociu. Forțele italiene din Africa de nord depășeau cu mult forțele aliate din punct de vedere numeric. Wavell nu numai că a stopat atacurile italiene, dar i-a și înfrânt pe aceștia din urmă, ocupând coloniile lor din Somaliland și Etiopia. A condus o ofensivă încununată de succes în Libia. În 1941, Wavell a fost înlocuit de Claude Auchinleck. La începutul anului 1942, Wavell a fost pentru scurtă vreme în fruntea Comandamentului americano-britanico-olandezo-autralian din Asia de sud-est și Pacific, după care a revenit la postul său de șef al Comandamentului indian, (mai târziu Comandamentul Asiei de sud-est).

## Republica China
- Chiang Kai-shek a fost liderul Guvernului național al Republicii China și comandantul suprem al trupelor aliate de pe frontul chinez, care includea și Burma. A fost președintele Consiliului Militar Național, cel mai înalt organ politic al guvernului chinez pe timp de război. A plănuit să înfrângă mișcarea comunistă chineză mai înainte de a obține victoria împotriva Japoniei, dar după acirdul de la Xi'an, Chiang Kai-shek a semnat o alianță temporară cu comuniștii pentru formarea unui front comun împotriva invadatorului nipon. După război, ostilitățile dintre naționaliști și comuniști au fost reluate. Guvernul naționalist a fost în cele din urmă înfrânt și s-a retras în Taiwan.

- Mao Zedong a fost conducătorul Partidului Comunist Chinez. A făcut o alianță cu guvernul naționalist la Xi'an. După război, conflictul dintre comuniști și naționaliști a fost reluat și s-a încheiat cu victoria comuniștilor în China continentală.
- Zhang Xueliang a fost un senior al războiului din Manciuria. Poreclit „tânărul mareșal”, a fost unul dintre cei mai hotărâți luptători împotriva ocupanților niponi. El este inițiatorul acordului de la Xi'an.
- Claire Lee Chennault a fost comandantul „Tigrilor zburători” – unitate de aviație formată din voluntari americani aflați sub comanda guvernului naționalist chinez. Chennault a fost la început consilier militar al lui Chiang Kai-shek. A fost rugat de chinezi să contribuie la formarea unei escadrile încadrate cu piloți americani. Chennault a petrecut iarna 1940–1941 la Washington, participând la negocierile pentru înființarea American Volunteer Group. Tigrii zburători și-au început activitatea în cadrul Forțelor aeriene chineze în 1941, iar în 1942 această escadrilă a fost desființată. [5]

## A Treia Republică Franceză
- Albert Lebrun a fost ultimul președinte a celei de-a treia Republici. În 1940, el a fost forțat să accepte termenii capitulării impuse de Germania Nazistă și a fost înlocuit de Philippe Pétain, care a devenit șeful efermerului Regim de la Vichy. În 1944, Lebrun a recunoscut rolul conducător al lui de Gaulle în noul guvern provizoriu francez. În 1945, de vreme ce el nu demisionase oficial niciodată din funcția sa oficială, iar Pétain nu putea fi considerat un președinte de drept, Lebrun a sperat că poate să revină în fruntea statului după eliberarea Franței.[6]

- Édouard Daladier a fost prim-ministrul Franței din 1938 până în 1940. El a condus guvernul în primele luni ale războiului. A demisionat pe 3 mai 1940, cu o zi înaintea atacării Franței de către Germania, ca urmare a eșecului tentativei sale de ajutorare a Finlandei în războiul de iarnă.

- Paul Reynaud i-a urmat lui Daladier în funcția de premier și a condus Franța în timpul Bătăliei Franței. După ce germanii au ocupat cea mai mare parte a teritoriului francez, Reynaud a fost sfătuit de nou numitul ministru de stat Philippe Pétain să accepte încheierea unei păci separate cu Germania. Reynaud a refuzat să accepte o pace separată și a demisionat.

- Maurice Gamelin comandantul Forțelor armate franceze în timpul bătăliei Franței, a fost îndepărtat din funcția sa de conducere după victoria Reichului.

- Maxime Weygand l-a înlocuit pe Gamelin în mai 1940. A acceptat semnarea armistițiului cu Germania.

### Forțele Franceze Libere
- Charles de Gaulle a fost general de brigadă și lider politic al Forțelor Franceze Libere între 1940 – 1944. După înfrângerea Franței, de Gaulle a fost unul dintre comandanții francezi care au refuzat să accepte capitularea semnată de guvernul mareșalului Pétain. Charles de Gaulle a lansat la radio (BBC) apelul de pe 18 iunie prin care chema Franța la luptă împotriva ocupantului german. În 1944, de Gaulle a format Guvernul provizoriu al Republicii Franceze și a funcționat ca președinte pentru tot restul războiului.

- Philippe Leclerc de Hauteclocque a fost unul dintre cei mai importanți lideri militari ai Forțelor Franceze Libere și comandant atât a forțelor din Africa cât și a celor din Europa. După capitularea Germaniei, el s-a aflat la comanda Corpurilor Expediționare Franceze din Orientul Îndepărtat, care au continuat lupta în Pacific și  Asia. În cadrul ceremoniei de pe 2 septembrie 1945, a semnat Actul capitulării Japoniei din partea Franței.

- Henri Giraud a fost rivalul lui de Gaulle și favoritul liderilor Aliaților occidentali. El a evadat din Germania dintr-un lagăr de prizonieri și a devenit al doilea comandant în ierarhia Forțelor Franceze Libere. A fost numit Șef al Statului Major al FFL după Conferința de la Casablanca din 1943.

## Grecia
- George al II-lea al Greciei a fost regele Greciei din 1922 până în 1924 și din  1935 până la moartea sa din 1947. Regele George era un probritanic. Când țara sa a fost atacată de Italia, regele și guvernul său au părăsit Grecia continentală și s-au refugiat în Creta, dar după ocuparea insulei de germani, regele s-a refugiat în Egipt și mai departe în Regatul Unit. În timpul războiului, regele George al II-lea a fost șeful recunoscut internațional al statului, fiind sprijinit de guvernul elen în exil în Orientul Mijlociu.

- Ioannis Metaxas a fost prim-ministrul Greciei din 1936 până la moartea sa din 1941. În ciuda unei orientări politice fasciste și a strânselor legături economice cu Germania Nazistă, el considera că tendințele expansioniste ale Italiei Fasciste sunt o amenințare directă la adresa Greciei. Metaxas a rămas în istoria Greciei prin celebrul său răspuns concis la ultimatumul lui Mussolini, dat pe 28 octombrie 1940: Οχι! (Nu!). Ziua de 28 octombrie este sărbătorită încă în Grecia ca Aniversarea lui „Nu”.

- Alexander Papagos a fost generalul care a condus armata Greciei în lupta împotriva invadatorilor italieni și germani. Papagos a fost luat prizonier și a fost trimis într-un lagăr de concentrare din Germania. În 1945 a fost repatriat și a revenit într-o funcție de comandă în armata greacă.

## Regatul Iugoslaviei
- Petru al II-lea a fost ultimul rege al Iugoslaviei, care a domnit între 1934 – 1945. A fost un oponent hotărât al nazismului și a participat la lovitura de stat sprijinită de britanici împotriva prințului regent Pavel. Regele Petru a fost forțat să părăsească țara după ocuparea Iugoslaviei de către Puterile Axei. După război, regele a fost împiedicat să revină în Iugoslavia de noul guvern comunist.

- Josip Broz Tito a fost liderul partizanilor iugoslavi angajați în luptă cu forțele Axei din Balcani. După atacarea Uniunii Sovietice de către Germania Nazistă, Tito a fost numit de către Comitetul Central al comuniștilor iugoslavi în funcția de comandant militar. După încheierea războiului, Tito a reușit să înființeze Republica Socialistă Federativă Iugoslavia.[7]

- Draža Mihailović a condus mișcarea de rezistență a Armatei Regale Iugoslave. După înfrângerea Iugoslavia, alături de un mic grup de ofițeri a înființat mișcarea de rezistență a cetnicilor. A fost acuzat că la un moment dat a preferat să lupte împotriva comuniștilor, aliându-se în acest scop cu invadatorul. A fost arestat, judecat și împușcat de comuniști.[8]

## Mexic
- Manuel Ávila Camacho a fost președintele Mexicului din 1940 până în 1946. Ávila a declarat război Axei în 1942, după ce două vase comerciale mexicane au fost scufundate de submarine germane. Mexicul a sprijinit efortul de război aliat asigurând Statelor Unite cam 300.000 de muncitori agricoli prin așa-numitul program „Bracero”.

## Panama
- Ricardo Adolfo de la Guardia Arango a fost președintele statului Panama din 1941 până în 1945. Date fiind strânsele legături politice pe care le avea cu Statele Unite, Arango a declarat război Axei la numai câteva ore după declanșarea atacul de la Pearl Harbor.

## Polonia

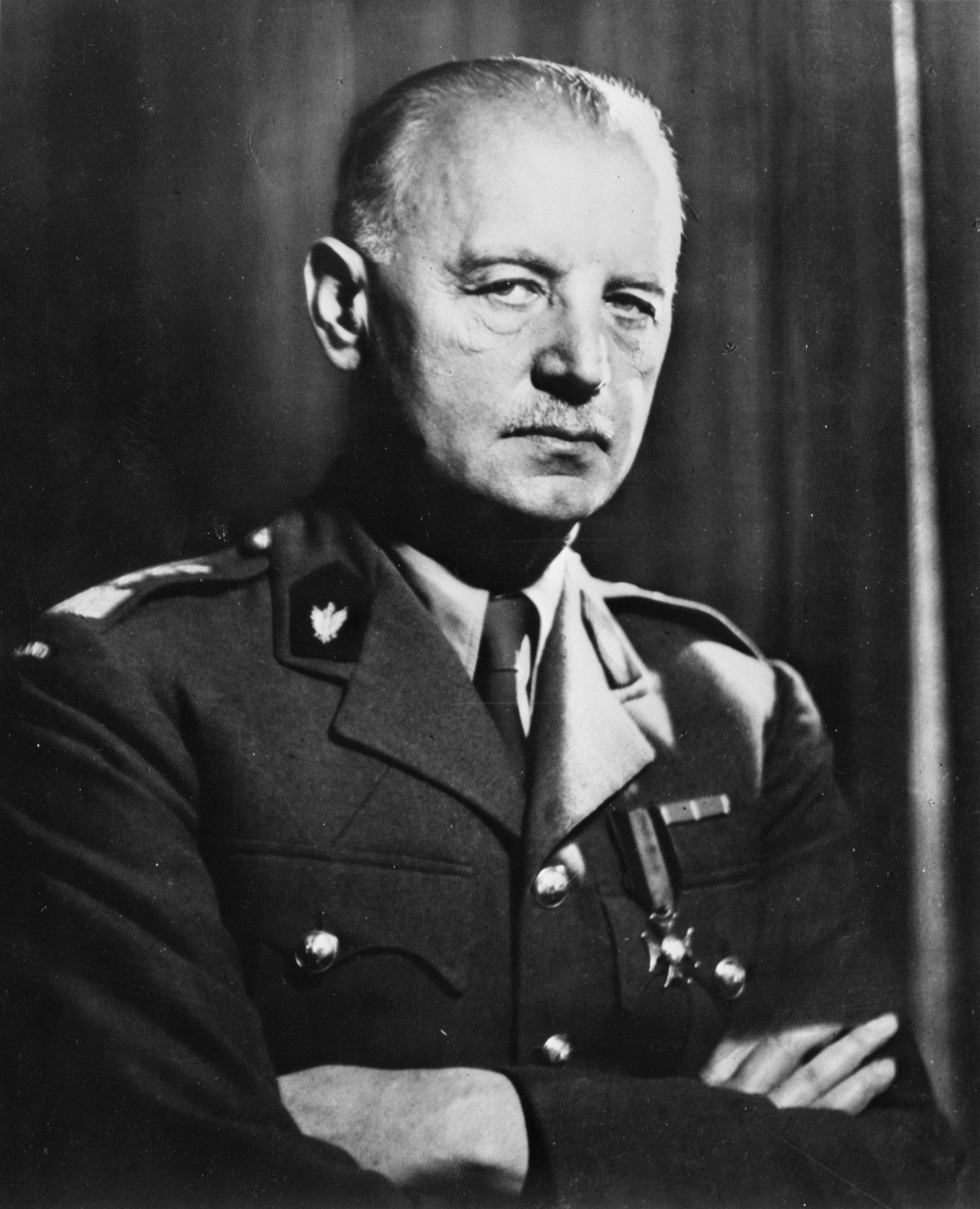
Władysław Sikorski

- Władysław Sikorski a fost prim-ministrul guvernului polonez în exil și comandantul Forțelor armate poloneze. S-a remarcat ca un apărător ferm al intereselor țării sale pe scena diplomatică. Se afirmă ca ar fi fost sprijinitorul restabilirii relațiilor diplomatice cu Uniunea Sovietică (rupte după invadarea Poloniei de către sovieticii aliați cu Germania Nazistă în 1939). În iulie 1943, Sikorski a murit într-un accident de avion în zona Gibraltarului. Există supoziții cu privire la o posibilă asasinare a lui Sikorski de către Aliați, care l-ar fi considerat o prezență stânjenitoare în relația lor cu Stalin.
- Edward Rydz-Śmigły a fost mareșal al Poloniei și comandat al forțelor armate poloneze în timpul invadării Poloniei de către germani. După înfrângerea Poloniei, el și-a asumat întreaga responsabilitate pentru pierderea războiului. După ocuparea Poloniei, Rydz-Śmigły s-a alăturat mișcării de rezistență ca simplu soldat.

## Statele Unite ale Americii
- Franklin D. Roosevelt a fost al 32-lea președinte al Statelor Unite din 1933 până la moarte, în  1945. Roosevelt a ajuns în fruntea statului în timpul Marei crize economice din deceniul al patrulea, promițând relansarea economiei naționale. Mai înainte de atacul de la Pearl Harbor, el a încercat să-i ajute pe Aliați, păstrând în același timp și statutul de neutralitate al Statelor Unite. După 7 decembrie 1941, SUA a declarat război Axei, participând în mod decisiv la înfrângerea Germaniei Naziste și a Imperiului Japonez. Roosevelt a murit la numai două săptămâni înainte de capitularea Germaniei.

- Harry S. Truman a fost al 33-a președinte al SUA, din 1945 până în 1953.  Truman a preluat funcția de președinte după moartea lui Roosevelt. Președintele Truman a fost cel care a dat ordinul pentru  lansarea bombelor atomice asupra orașelor japoneze Hiroșima și Nagasaki. După încheierea războiului a supervizat revenirea țării la o economie de pace.

- George Marshall a fost general și șef al Marelui Stat Major al Armatei Americane în timpul războiului. Ca șef al Marelui Stat Major, Marshall a condus cea mai mare expansiune militară a Statelor Unite din întreaga lor istorie. Marshall a coordonat operațiunile militare Aliate din Europa și Pacific. După război, Marshall a devenit Secretar de Stat și a condus efortul de reconstrucție a Europei, fiind inițiatorul programului care i-a purtat numele: Planul Marshall. Pentru rolul său deosebit în refacerea economică a lumii postbelice, George Marshall a primit Premiul Nobel pentru Pace.

- Cordell Hull a fost Secretarul de Stat al SUA între 1933-1944. Hull a fost arhitectul politicii externe americane de neutralitate de până la atacul de la Pearl Harbor. Cu doar puțină vreme mai înainte de atacul japonez din Hawai, Hull a prezentat niponilor propunerile americane cu privire la politica „porților deschise” în China, prin care se încerca deschiderea marii piețe chineze pentru mărfurile americane. După încheierea războiului, a fost unul dintre principalii arhitecți ai procesului de înființare a ONU, iar pentru eforturile sale a primit Premiul Nobel pentru Pace
- Fiorello H. LaGuardia a fost primarul orașului New York din 1935 până în 1945. LaGuardia a fost un adversar hotărât al fascismului. În 1941 a fost numit director al Apărării civile, fiind responsabil pentru pregătirea populație în cazul unui eventual atac pe pământ american. LaGuardia a continuat să-și  îndeplinească și sarcinile de primar al New Yorkului. După război a fost numit la conducerea Agenției Națiunilor Unite pentru Asistență și Reconstrucție – predecesoarea Organizației Internaționale pentru Refugiați.

### Frontul european
- Dwight D. Eisenhower (Ike Eisenhower) a fost Comandantul suprem al forțelor aliate din Europa. A fost responsabil pentru planificarea și supervizarea debarcării în Normandia și a luptelor pentru eliberarea Europei de Vest și înfrângerea Germaniei. După capitularea Germaniei, Eisenhower a fost numit guvernatorul militar al zonelor Aliate de ocupație. După război, a fost ales președinte al Statelor Unite.

- Omar Bradley a fost general al armatei americane și al luptat în Africa de nord și în Europa. A condus Armata I americană în timpul Operațiunii Overlord. Era cunoscut cu porecla „generalul soldaților”.

- George S. Patton a fost un general american care a luptat în Africa de nord, Sicilia, Franța și Germania. A comandat Armata a III-a americană.

### Frontul din Pacific
- Douglas MacArthur a fost comandantul suprem al forțelor aliate din regiunea Pacificului de sud-vest între 1942-1945. A fost comandantul forțelor americano-filipineze din Filipine, mai înainte de evacuarea în Australia. A semnat din partea Statelor Unite ale Americane actul capitulării Japoniei și a devenit guvernator militar al Japoniei.

- Chester W. Nimitz a fost amiral al Flotei SUA din Pacific și a devenit comandant supram al forțelor aliate din Pacific între 1942-1945.

- William D. Leahy, fostul ambasador al SUA pe lângă Regimul de la Vichy, a fost președinte al Șefilor Statului Major Reunit din 1942 până în 1949. În 1944 a fost avansat la gradul de amiral al Flotei SUA. A participat la Conferința de la Yalta. Leahy a criticat bombardamentele atomice de la Hiroșima și Nagasaki.

- Ernest King a fost comandantul suprem al Flotei SUA (1941-1945) și șeful operațiunilor navale  (1942-1945). A fost avansat la gradul de amiral al flotei în 1944.

- William Halsey, Jr. a fost comandantul Flotei a III-a a SUA formată în 1943 și a luptat în bătăliile din Guadalcanal și din Golful Leyte.

### Filipine
- Vicente Lim a fost comandantul armatei filipineze în prima parte a războiului. A fost avansat la gradul de general de brigadă și a luptat sub comanda generalului american MacArthur. A comandat Divizia a 41-a filipineză care a apărat Bataanul. După ocuparea Filipinelor de cățre japonezi, a condus lupta de rezistență împotriva trupelor nipone.

### Puerto Rico
- Mihiel Gilormini a fost general al Forțelor aeriene americane. Mai înainte de Atacul de la Pearl Harbor, Gilormini a fost încadrat în Royal Air Force (1941 – 1942). A intrat în rândurile Forțelor aeriene ale SUA cu gradul de locotenent major. În octombrie 1942 a fost transferat la escadrila a 346-a de vânătoare. După încheierea războiului, a rămas în cadrul forțelor armate americane. În 1947, a fost transferat la comanda escadrilei a 198-a de avioane de vânătoare tactice din Puerto Rico.

## Uniunea Sovietică

Ministrul de externe Viaceslav Molotov și Secretarul General al CC al PCUS Iosif Vissarionovici Stalin.

- Iosif Vissarionovici Stalin a fost Secretarul General al CC al PCUS în  timpul celui de-al doilea război mondial. În timpul cât Stalin s-a aflat în fruntea statului și a partidului comunist, Uniunea Sovietică a devenit supraputere rivalizând cu Statele Unite ale Americii. După încheierea războiului, Stalin a dus o politică de sovietizare a țărilor din Europa Răsăriteană, ceea ce a dus la izbucnirea Războiului Rece.
- Viaceslav Molotov a fost ministrul de externe al URSS din 1939 până în 1949. A fost semnatarul din partea sovietică a pactului de neagresiune germano-sovietic, care a guvernat relațiile dintre cele două țări până în iunie 1941, când Hitler a atacat Uniunea Sovietică. Molotov a fost însărcinat cu deschiderea unor negocieri urgente cu Anglia și mai apoi cu Statele Unite ale Americii. Molotov a negociat cu Franklin D. Roosevelt și Winston Churchill deschiderea celui de-al doilea front european.
- Gheorghi Jukov a fost un mareșal sovietic, unul dintre cei mai importanți lideri militari ai Armatei Roșii, care s-a remarcat în luptele pentru apărarea URSS. După victoriile de la Moscova și Stalingrad, a condus luptele pentru alungarea armatelor Axei de pe pământul URSS. A condus cele mai importante operațiuni militare sovietice din Polonia și Germania, care au culminat cu cucerirea Berlinului în 1945. După război, mareșalul Jukov a fost comandantul militar suprem al zonei de ocupație sovietică din Germania.
- Mihail Kalinin a fost Președinte al Prezidiului Sovietului Suprem al URSS (președinte al URSS) în timpul războiului.
- Vasili Ciuikov a fost comandantul Armatei a 64-a și mai târziu a celei de-a 62, care au luptat pentru apărarea Stalingradului.
- Leonid Govorov a fost comandantul militar al Leningradului începând cu anul 1942 și a condus Operațiunea Iskra – atacul sovietic pentru spargerea blocadei Leningradului. În 1944 a fost avansat la gradul de mareșal.